# Olympische Sommerspiele 1984/Teilnehmer (Griechenland)
| Gelbes Symbol für Goldmedaillen mit stilisierten Olympischen Ringen | Graues Symbol für Silbermedaillen mit stilisierten Olympischen Ringen | Braundes Symbol für Bronzemedaillen mit stilisierten Olympischen Ringen |
| ------------------------------------------------------------------- | --------------------------------------------------------------------- | ----------------------------------------------------------------------- |
| —                                                                   | 1                                                                     | 1                                                                       |

Griechenland nahm an den Olympischen Sommerspielen 1984 in Los Angeles, USA, mit einer Delegation von 63 Sportlern (59 Männer und vier Frauen) teil.

## Medaillengewinner

### Silber
| Name(n)               | Sportart | Wettkampf                         |
| --------------------- | -------- | --------------------------------- |
| Dimitrios Thanopoulos | Ringen   | Mittelgewicht, griechisch-römisch |

### Bronze
| Name(n)            | Sportart | Wettkampf                         |
| ------------------ | -------- | --------------------------------- |
| Haralambos Holidis | Ringen   | Bantamgewicht, griechisch-römisch |

## Teilnehmer nach Sportarten

### Boxen
- Stamatios Kolethras
Federgewicht: 32. Platz

- Georgios Stefanopoulos
Schwergewicht: 5. Platz

### Fechten
- Zisis Babanasis
Säbel, Einzel: 11. Platz

### Gewichtheben
- Ioannis Katsaidonis
Bantamgewicht: 9. Platz

- Pavlos Lespouridis
Mittelgewicht: 12. Platz

- Iordanis Ilioudis
Mittelgewicht: 13. Platz

- Vasilios Stavridis
Leichtschwergewicht: DNF

- Nikolaos Iliadis
Mittelschwergewicht: 6. Platz

- Giannis Gerontas
II. Schwergewicht: 7. Platz

- Georgios Panagiotakis
II. Schwergewicht: DNF

- Ioannis Tsintsaris
Superschwergewicht: 4. Platz

- Serafim Grammatikopoulos
Superschwergewicht: DNF

### Leichtathletik
- Sotirios Moutsanas
800 Meter: Viertelfinale

- Mikhail Koussis
Marathon: 26. Platz

- Athanasios Kalogiannis
400 Meter Hürden: Vorläufe

- Georgios Vamvakas
400 Meter Hürden: Vorläufe

- Dimitrios Kattis
Hochsprung: 22. Platz in der Qualifikation

- Dimitrios Michas
Dreisprung: 13. Platz in der Qualifikation

- Dimitrios Koutsoukis
Kugelstoßen: 14. Platz in der Qualifikation

- Kostas Georgakopoulos
Diskuswerfen: 11. Platz

- Elissavet Pantazi
Frauen, 100 Meter Hürden: Vorläufe

- Anna Verouli
Frauen, Speerwerfen: Kein gültiger Versuch in der Qualifikation

### Radsport
- Kanellos Kanellopoulos
Straßenrennen, Einzel: DNF

- Ilias Kelesidis
Straßenrennen, Einzel: DNF

### Ringen
- Haralambos Holidis
Bantamgewicht, griechisch-römisch: Bronze

- Stylianos Migiakis
Federgewicht, griechisch-römisch: Gruppenphase

- Antonios Papadopoulos
Leichtgewicht, griechisch-römisch: Gruppenphase

- Dimitrios Thanopoulos
Mittelgewicht, griechisch-römisch: Silber

- Georgios Pozidis
Halbschwergewicht, griechisch-römisch: 6. Platz

- Georgios Poikilidis
Schwergewicht, griechisch-römisch: 4. Platz
Schwergewicht, Freistil: 6. Platz

- Panagiotis Poikilidis
Superschwergewicht, griechisch-römisch: 4. Platz
Superschwergewicht, Freistil: 8. Platz
- Georgios Athanasiadis
Leichtgewicht, Freistil: Gruppenphase

- Kyriakos Bogiatzis
Weltergewicht, Freistil: Gruppenphase

- Iraklis Deskoulidis
Mittelgewicht, Freistil: 7. Platz

### Rudern
- Kostas Kontomanolis
Einer: 6. Platz

### Schießen
- Ignatios Psyllakis
Luftgewehr: 9. Platz
Kleinkaliber, Dreistellungskampf: 26. Platz
Kleinkaliber, liegend: 23. Platz

- Pelopidas Iliadis
Luftgewehr: 32. Platz
Kleinkaliber, Dreistellungskampf: 41. Platz

- Panagiotis Xanthakos
Skeet: 38. Platz

- Rodolfos Georgios Alexakos
Skeet: 45. Platz

- Agathi Kasoumi
Frauen, Sportpistole: 21. Platz

### Schwimmen
- Ilias Malamas
100 Meter Rücken: 19. Platz

- Kristofer Stivenson
100 Meter Rücken: 20. Platz
200 Meter Rücken: 23. Platz
100 Meter Schmetterling: 12. Platz
200 Meter Schmetterling: 18. Platz

- Sofia Dara
Frauen, 100 Meter Freistil: 23. Platz
Frauen, 200 Meter Freistil: 23. Platz
Frauen, 400 Meter Freistil: 20. Platz

### Segeln
- Stelios Georgousopoulos
Windsurfen: 31. Platz

- Armanto Ortolano
Finn-Dinghy: 16. Platz

- Ilias Chatzipavlis
Star: 6. Platz

- Leonidas Pelekanakis
Star: 6. Platz

- Anastasios Boundouris
Soling: 6. Platz

- Dimitrios Deligiannis
Soling: 6. Platz

- Georgios Spyridis
Soling: 6. Platz

### Wasserball
- Herrenmannschaft
8. Platz

- Kader
Ioannis Vossos
Spyros Kapralos
Sotirios Stathakis
Andreas Gounas
Kyriakos Giannopoulos
Aristidis Kefalogiannis
Tasos Papanastasiou
Dimitrios Seletopoulos
Antonios Aronis
Markellos Sitarenios
Georgios Mavrotas
Xenofon Moudatsios
Stavros Giannopoulos